# 이리 철도
이리 철도(Erie Railroad)는 미국 북동부에서 운영한 철도로, 원래 뉴욕시와 이리호(Lake Erie)를 연결한 것이다.